# Margaret Kelly

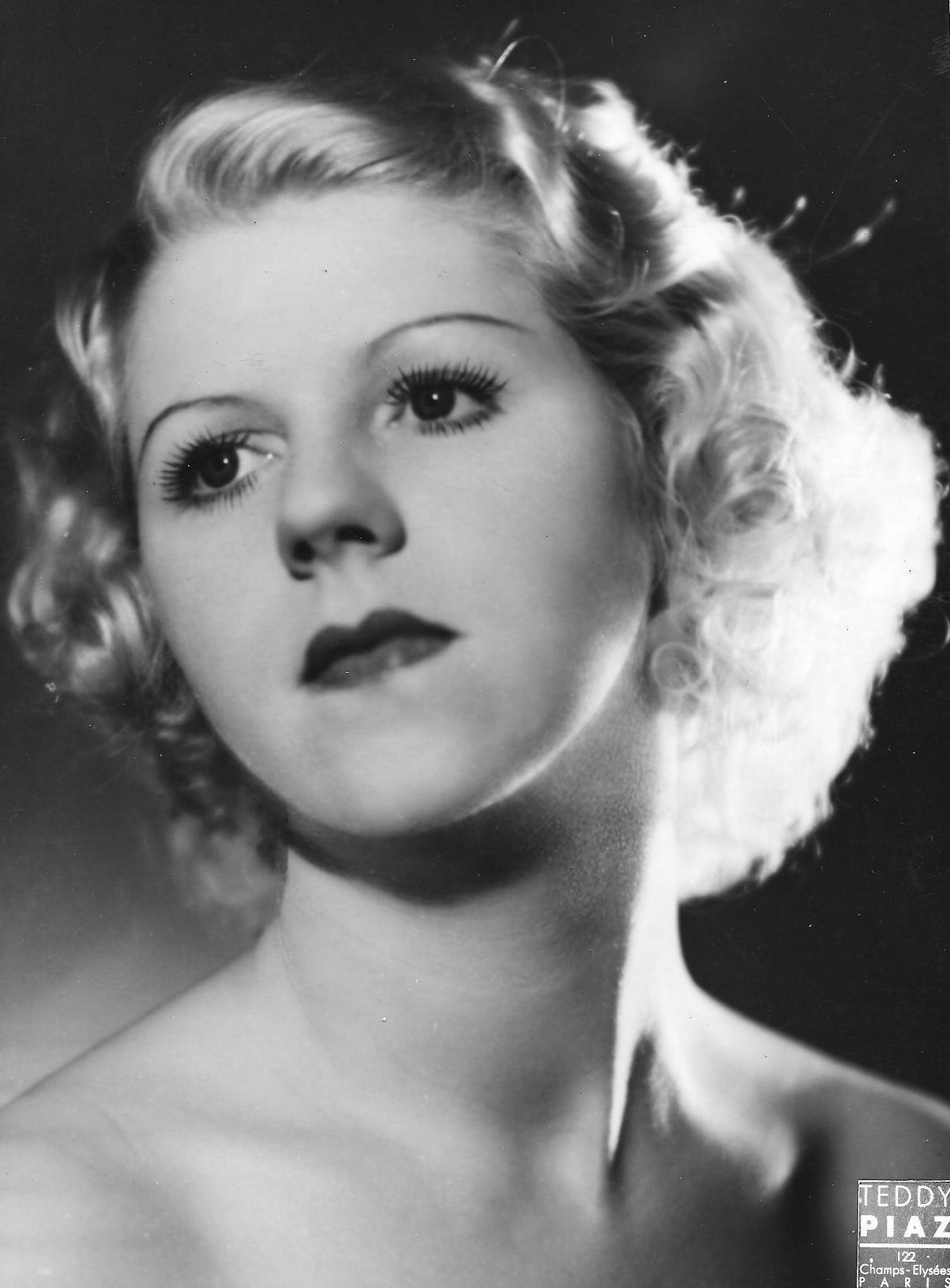
Margaret Kelly.

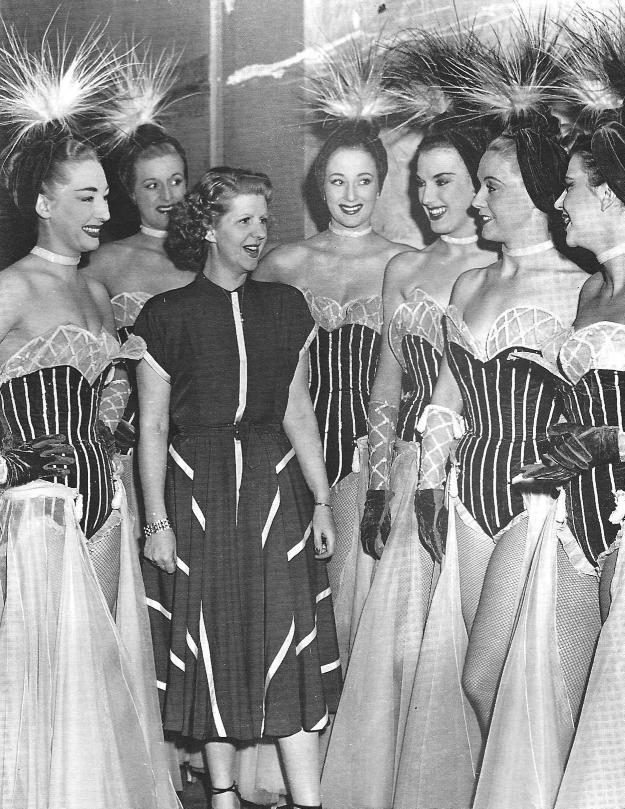
Margaret Kelly med Bluebell Girls, 1948.

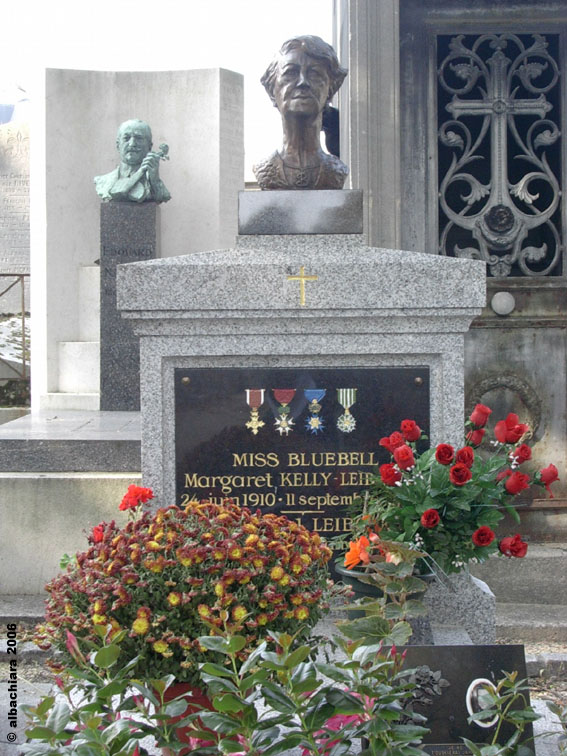
Margaret Kellys och sonen Jean-Pauls grav.

Margaret Kelly Leibovici, född 24 juni 1910, död 11 september 2004, känd som Miss Bluebell, var en irländsk dansare och koreograf, grundare av dansgruppen “the Bluebell Girls”.

## Biografi
Margaret Kelly föddes I Dublin 1910 på Rotunda Hospital, men hon hade aldrig kontakt med sina föräldrar. En präst lämnade henne till Mary Murphy, som arbetade hemma som sömmerska. År 1916 flyttade de till Liverpool, där Margaret, på en läkares inrådan, registrerades på en dansskola för att få bättre benstyrka. Det visade sig nästan omedelbart att hon hade talang för dans.
Vid 14 års ålder lämnade hos skolan och anslöt sig till en skotsk dansgrupp kallad the Hot Jocks. Nio månader därefter var hon kontrakterad av Scala i Berlin av den kända producenten Alfred Jackson, ledare av the Jackson Girls, där hon stannade i fem år. Från 1930 dansade hon I Paris för Folies Bergère. År 1932, när hon var 22, skapade hon sin egen dansgrupp, the Bluebell Girls.
År 1939 gifte hon sig med Marcel Leibovici (1904-1961), pianist och kompositör på Folies Bergère, med vilken hon fick två barn Patrick (född 1939) och Francis (född 1941). 
Efter kriget påbörjade hon ett givande samarbete med den amerikanska koreografen och producenten Donn Arden för shower på le Lido i Paris. The Bluebell Girls blev snabbt de stora stjärnorna på Lido. Allt var nytt. Dansarna var inte bara långa och vackra, showerna var nytänkande och innovativa i färg, musik och ljus, dräkterna bländande, och i slutet av 1950-talet var the Bluebell Girls en internationellt välkänd och högt respekterad grupp.
Basen fans I Paris men gruppen uppträdde även i Las Vegas och internationellt, främst Europa, Afrika och Östasien. Bluebell girls blev en av de mest välkända dansgrupperna i världen och ett framgångsrikt och lönsamt företag. 
När maken Marcel Leibovici dog i en olycka 1961 blev Margaret ensam med barnen, men drev verksamheten vidare. Hon utvecklade den med nya tankar och nya artister. Det kanske mest uppmärksammade var när hon från år 1970 lät dansarna vara topless i showerna. Efter 1968 hade synen på nakenhet blivit mer fri, och hon tillmötesgick önskemål från dansarna: "I've made my reputation on elegance and class," sade hon, men "If that's the way the world is going, I must go with it."
År 1984 sålde Margaret verksamheten och varumärket Bluebell girls till Lido, men fortsatte viss egen verksamhet vid filialen i Las Vegas. Hon använde därefter stora delar av sin tid och sin förmögenhet till välgörenhet. 
Margaret Kelly fick manga utmärkelser, bland annat Order of the British Empire, Chevalier of the Legion of Honour, Ordre des Arts et des Lettres och Ordre national du Mérite.